# Aniulus austinensis
Aniulus austinensis är en mångfotingart som beskrevs av Chamberlin 1940. Aniulus austinensis ingår i släktet Aniulus och familjen Parajulidae. Inga underarter finns listade i Catalogue of Life.